# 시키도역
시키도역(일본어: 敷戸駅)은 일본 오이타현 오이타시에 위치한 규슈 여객철도 호히 본선의 철도역이다. 단선 승강장 1면 1선의 구조를 갖춘 지상역이다.

## 이용 현황
| 승차 인원 추이 | 승차 인원 추이 |
| 연도           | 1일 평균       |
| -------------- | -------------- |
| 2000           | 1,623          |
| 2001           | 1,603          |
| 2002           | 1,237          |
| 2003           | 1,232          |
| 2004           | 1,187          |
| 2005           | 1,143          |
| 2006           | 1,140          |
| 2007           | 1,130          |
| 2008           | 1,151          |
| 2009           | 1,119          |
| 2010           | 1,102          |
| 2011           | 1,070          |
| 2012           | 1,106          |

## 역 주변
- 국도 제10호선
- 오이타 시 의사회립 알메이다 병원

## 역사
- 1987년
  - 2월 22일 : 일본국유철도에 의해 개설, 같은 날 마키역도 개업하고 있다.
  - 4월 1일 : 일본국유철도 분할 민영화에 의해, 규슈 여객철도가 승계.
- 2012년 12월 1일 : IC카드 스고카의 이용을 개시.

## 인접 역
| 호히 본선                        | 호히 본선   | 호히 본선          |
| -------------------------------- | ----------- | ------------------ |
| 오이타다이가쿠마에 구마모토 방면 | ■ 호히 본선 | 다키오 오이타 방면 |